# Prapor, Krînîcikî
Prapor (în ucraineană Прапор) este un sat în comuna Semenivka din raionul Krînîcikî, regiunea Dnipropetrovsk, Ucraina.

## Demografie
Componența lingvistică a localității Prapor
     Ucraineană (91,4%)
     Rusă (5,38%)
     Belarusă (3,23%)
Conform recensământului din 2001, majoritatea populației localității Prapor era vorbitoare de ucraineană (91,4%), existând în minoritate și vorbitori de rusă (5,38%) și belarusă (3,23%).